# Una biblioteca en fuego
Una biblioteca en fuego (en portugués: A biblioteca em fogo) es un pintura al óleo de Maria Helena Vieira da Silva, realizada en 1974.   

## Descripción
La pintura es una pintura abstracta con unas dimensiones de 54.4 x 48 centímetros. Es en la colección del Centro de Arte Moderna Jose de Azeredo Perdigão, en Lisboa.

## Análisis
Esta pintura es una abstracta que tiene líneas predominantemente vertical y horizontal, y colores cálidos, predominando los rojos y ocres.

## Europeana 280
En abril de 2016, la pintura Una biblioteca en fuego fue seleccionada como una de las diez más grandes obras artísticas de Portugal por el proyecto Europeana.